# دهستان خنجشت
خنجشت، دهستانی از توابع بخش مرکزی شهرستان اقلید در استان فارس در ایران است.

## جمعیت
براساس سرشماری سال ۱۳۸۵ جمعیت آن ۸٬۳۸۵ نفر (۱٬۷۹۳ خانوار) بوده است.